# The Callisto Protocol
The Callisto Protocol (с англ. — «Протокол „Каллисто“») — компьютерная игра в жанре survival horror, разработанная Striking Distance под руководством Глена Скофилда, известного как создателя серии Dead Space. Выход игры состоялся 2 декабря 2022 года на ПК и консолях — PlayStation 4, PlayStation 5, Xbox One и Xbox Series X/S.
Изначально планировалось, что сюжет игры будет разворачиваться в той же вселенной, что и PlayerUnknown’s Battlegrounds, но несколькими столетиями позже, однако 26 мая 2022 года Скофилд заявил, что это самостоятельная история и отдельный мир, не имеющий отношения к PUBG.

## Сюжет
Предыстория излагается в шести эпизодах подкаста Helix Station, запущенного 3 ноября 2022 года, где космические наёмники Перси и Кейн (Гвендолин Кристи и Майкл Айронсайд) выслеживают сбежавшего преступника Леннокса.
Действия The Callisto Protocol разворачиваются в далёком будущем, в 2320 году. Пилоты грузового космического корабля Джейкоб Ли (Джош Дюамель) и Макс Бэрроу (Джефф Шайн) выполняют рейс между спутниками Юпитера Европой и Каллисто по контракту Объединённой Юпитерианской Компании (ОЮК, англ. UJC) с неизвестным и чрезвычайно хрупким грузом на борту. Во время спуска на поверхность Каллисто к месту назначения — тюрьме «Чёрная жесть» (англ. Black Iron, рус. Чёрное железо), на борт корабля проникают члены группировки «Внешний рубеж», на которую возлагается ответственность за ряд террористических атак, одна из которых повлекла за собой большое количество жертв в колонии на Европе. Пытаясь убежать от боевиков «Внешнего рубежа», Джейкоб вызывает разгерметизацию корабля, из-за чего тот совершает аварийную посадку неподалёку от колонии. Выживают только Джейкоб и предполагаемый лидер «Внешнего рубежа» Дэни Накамура (Карен Фукухара). Обоих спасает капитан службы безопасности «Чёрной жести» Леон Феррис (Сэм Уитвер), но по приказу директора колонии Дункана Коула (Джеймс Маттис) оба без суда оказываются заключёнными колонии.
Джейкоб проходит крайне болезненную процедуру вживления чипа МОР (англ. CORE Device), обеспечивающего контроль за здоровьем носителя и даже обмен данными. Вскоре герой приходит в себя в тюремной камере посреди бунта, устроенного заключёнными, заражёнными какой-то болезнью. Он встречает Элиаса Портера (Зек Элтон) — заключённого, отбывающего продолжительный срок — который предлагает план побега: Элиас может найти и освободить хакера, который сможет вызвать с орбиты корабль; Джейкоб же, являясь единственным известным Элиасу пилотом, поможет покинуть планету всем троим соучастникам. Проблема лишь в том, что этот хакер находится в карцере, куда довольно непросто попасть, однако Джейкоб справляется с задачей. Хакером на деле оказывается Дэни Накамура. Она отказывается участвовать в плане и решает спасаться в одиночку. Джейкоб и Элиас всё же решают отправиться в ангар «Чёрной жести» в надежде обнаружить там корабль. На полпути их настигает Леон Феррис, и беглецы оказываются на поверхности. По сигнальному маячку Джейкоб находит Элиаса, но тот из-за поврежденного скафандра погибает от удушья. На сигнал маячка прибывает Дэни; она забирает данные, собранные Элиасом по «Чёрной жести» и на этот раз соглашается объединиться с Джейкобом, так как инфицированные люди стали превращаться в «биофагов» — чрезвычайно опасных мутантов. Вместо ангара Дэни решает вернуться к обломкам грузового корабля, надеясь найти в них следы биологического оружия, перевозившегося с Европы на Каллисто. К её разочарованию, на деле грузом оказалось обычное медицинское оборудование. Они направляются в ангар, где Дэни вызывает с орбиты корабль. Внезапно вмешивается директор тюрьмы Дункан Коул, который сбивает корабль: никто не должен покинуть колонию.
Потеряв единственное средство спасения, напарники направляются к Дункану за ответами. На пути к тюрьме герои оказываются в руинах заброшенной колонии «А́ркас», на фундаменте которой и была построена «Чёрная жесть». В прошлом в «Аркасе» произошла похожая вспышка эпидемии, и Объединённая Юпитерианская Компания уничтожила всю колонию, чтобы замести следы. В руинах Джейкоб и Дэни находят лабораторию, в которой содержится труп внеземного существа. Как оказалось, компания начала экспериментировать с найденными в нём личинками, содержащими возбудителя инфекции, ставя опыты на людях, что привело к массовым заражениям на Европе. А над лабораторией на Каллисто возвели огромную тюрьму, которая смогла бы обеспечить стабильный приток новых подопытных. Напарники вновь сталкиваются с инфицированным Феррисом. Они спасаются бегством, но Дэни заражается, а Джейкоба ловит охранный робот и помещает в камеру.
Джейкоба освобождает доктор Кейтлин Малер (Луиза Барнс), которая рассказывает о Протоколе «Каллисто» — научной программе по форсированию человеческой эволюции для освоения новых планет. Ради этой программы Дункан устроил эпидемию в тюрьме, чтобы найти подопытного, совместимого с инфекцией, то есть «альфа-пациента», который после заражения, как и все, получает увеличенную силу, выносливость и продолжительность жизни, но при этом сохраняет разум и интеллект. Малер начинает загрузку воспоминаний Дэни в МОР Джейкоба по требованию последнего. Чтобы спасти Дэни, необходимо получить образец ДНК «альфы», из которого Кейтлин сможет синтезировать антидот. Загрузка данных завершается, и Джейкоб оказывается в воспоминаниях Дэни. Галлюцинация погибшего Макса заставляет Джейкоба понять свою ошибку: заражение на Европе (где погибла сестра Дэни) произошло из-за груза (тех самых личинок пришельца, замаскированных под медицинское оборудование), который доставил с Каллисто его корабль, но тот предпочитал не задавать вопросов, так как оплата была более чем щедрой. Сама же ОЮК подделала запись с гибелью мирных граждан на Европе, скрыв произошедшее и свалив вину на «Внешний рубеж».
Джейкоб противостоит Дункану, который стравливает его с Феррисом, который и оказывается «альфой». В тяжёлой схватке, в ходе которой Феррис мутирует в сильную тварь, Джейкоб побеждает его и извлекает образцы ДНК. Дункан уговаривает отдать их ему, но Джейкоб использует получившийся антидот, чтобы излечить Дэни. В ярости Дункан активирует систему самоуничтожения тюремного комплекса, так как всё это время на планете была его искусственная проекция. Джейкоб помещает в единственную спасательную капсулу Дэни вместе с образцом личинки пришельца для того, чтобы та смогла разоблачить компанию. Джейкоб остаётся в «Чёрной жести» и сражается с биофагами, пока с ним не связывается доктор Малер, которой удалось на время остановить таймер самоуничтожения. Она заявляет, что они всё ещё могут спастись, но для этого необходимо работать сообща. Внезапно её прерывает всё ещё живой Феррис, который нападает на Джейкоба.
Дополнение «Последняя передача» начинается вскоре после событий основного сюжета. Доктор Кейтлин Малер находит и уносит в свою лабораторию сильно изувеченное тело едва живого Джейкоба (возможно, Феррис застал того врасплох) и подключает его к системе жизнеобеспечения, чтобы через его чип МОР передать в чип Дэни Накамуры информацию-признание доктора о бесчеловечных экспериментах в тюрьме (сам Джейкоб тем временем переживает масштабные галлюцинации). По окончании передачи и, следовательно, галлюцинаций Джейкоб умирает; развалины тюрьмы обрушиваются и погребают под собой его и Кейтлин.
В сцене после названия студии «Striking Distance» всё тот же изувеченный Джейкоб называет себя Джошем (Джошем Дюамелем, давшим внешность и голос Джейкобу) и просит освободить его из лаборатории.

## Игровой процесс
Главный герой может использовать найденное им оружие, в том числе пистолет, дробовик и специальную дубинку. Особая способность персонажа — прибор под названием GRP, который в тюрьме используют в чрезвычайных ситуациях для контроля толпы и позволяющий манипулировать гравитацией, притягивая противников и предметы к себе или отталкивая их. В бою позволят использовать окружение — к примеру, ударить врага об стену, чтобы добить, или бросить его в шестерни работающего механизма с помощью GRP.
В игре можно применять атаки ближнего и дальнего боя, а также как и в Dead Space — расчленять противника. По ходу прохождения игроки встретятся с биофагами разных типов. Разработчики подчёркивают, что опасные ситуации и противников они продумали ещё до того, как само оружие и боевые способности Джейкоба. Таким образом у каждого вида оружия есть сильные и слабые стороны — использовать их нужно по ситуации. Биофаги адаптируются к действиям игрока и могут нападать не сразу, чтобы напугать и выбрать лучший способ атаки. Если позволить вирусу мутировать, то враги восстановят отстреленные конечности и станут более агрессивными. Также в тюрьме есть роботы-охранники, которые превосходят героя по броне и огневой мощи, поэтому встреча с ними может быть гораздо опаснее, чем с мутантами.
В ходе прохождения могут быть обнаружены секретные места, которые связаны с уже посещёнными. Например, старая часовня, являющаяся частью сюжета. Найденные записи обитателей «Чёрной жести» помогают лучше понять обстановку. Также встречаются головоломки. Основной сюжет занимает 12—14 часов.

## Разработка и выпуск
Концепцию игры Глен Скофилд придумал ещё в 2019 году, вскоре после того, как ушёл из Sledgehammer Games. Рабочим названием на тот момент было Meteor Down («Упавший метеор»), а действие начиналось с катастрофы на Земле — однако сюжет в дальнейшем изменили. Скофилд подготовил большую презентацию для потенциальных инвесторов с описанием сюжета в 30—40 страниц, но после переговоров с Microsoft, Google и Sony он решил, что они не подходят. На конференции DICE Summit 2019 разработчик встретился с главой корейской компании Krafton, который как раз хотел запустить студию в США.
В июне 2019 года была сформирована студия Striking Distance внутри PUBG Corporation, руководителем которой становится Глен Скофилд. Целью формирования Striking Distance было расширение вселенной PlayerUnknown’s Battlegrounds (PUBG) путём создания повествовательных игр, название студии выбрали благодаря одному из главных принципов работы руководителя — делать игры, которые бы по качеству не уступали лучшим из лучших и находились от них в этом смысле «на расстоянии удара». По словам Скофилда, когда он пришёл в PUBG Corporation и услышал о их планах, у него уже был в голове концепт The Callisto Protocol, который он представил и они начали думать над тем, как приспособить идею для вселенной. Скофилд хотел, чтобы игра оставалась в определённой мере приближена к реальности, а потому выбрал в качестве сеттинга потенциально колонизируемое людьми место — Каллисто. Существуют теории, что под поверхностью спутника располагаются океаны воды, что, как уверен Скофилд, может добавить игре мистической атмосферы. На сюжет ушло полтора года, сначала готового финала не было, зато идея тюрьмы появилась сразу. От связи с PlayerUnknown’s Battlegrounds было решено отказаться, чтобы не усложнять задачу сценаристам — между событиями временной интервал 400 лет.

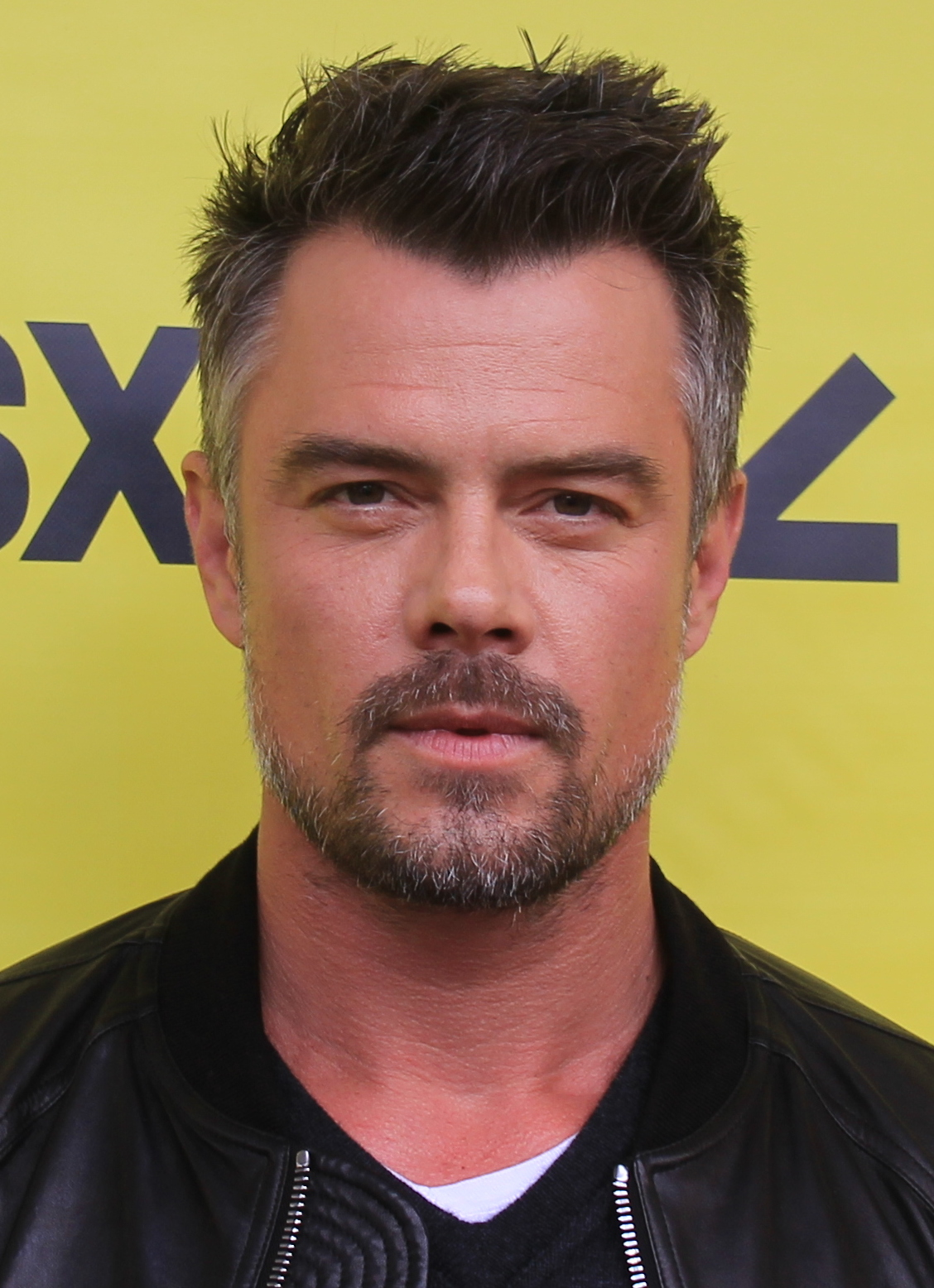
Джош Дюамель — актёр, сыгравший главного героя.

Среди работающих над игрой — Стив Папуцис, также участвовавший в разработке Dead Space и возглавивший серию после того, как Скофилд покинул Visceral; Скотт Уитни, дизайнер Dead Space; и Кристофер Стоун, руководитель по анимациям серии. Всего в студии Striking Distance работает 150 сотрудников, из которых 25—30 являются бывшими коллегами Скофилда из Visceral Games и Sledgehammer Games. Сходство The Callisto Protocol c Dead Space отмечали несколько журналистов. В частности в обоих играх используются идеи диегетического интерфейса; на затылке заключённого находится индикатор, показывающий уровень здоровья и некоторые атрибуты игрока. По словам Скофилда, сравнения с Dead Space отражают его стиль построения компьютерных игр, и хотя он хотел бы создать что-нибудь новое, аллюзии к Dead Space появляются сами собой в процессе его творчества.
The Callisto Protocol разработана для консолей нового поколения — PlayStation 5 и Xbox Series X/S. Игровым движком является Unreal Engine 4.
В создании окружения разработчики использовали искусственный интеллект, занимающийся «генеративным дизайном»: брал созданные людьми предметы и «оптимизировал» их устройство для наибольшей эффективности, делая их более необычными на вид, но правдоподобными. Дизайн мутантов (по крайней мере антропоморфных) создавали на основе отсканированной модели человека, постепенно тело меняли так, чтобы персонаж превращался в чудовище, однако всегда сохранял человеческие черты.
Звуковым оформлением The Callisto Protocol занимались композитор Марк Корвен (автор музыки к фильмам «Куб», «Ведьма» и «Маяк») и гитарист Тони Дугган-Смит. Их разработка под названием The Apprehension Engine помогает им создавать аудиоэффекты для игры. Кроме того, Скофилд отметил работу арт-директора Деметриуса Леала и режиссёра по свету Ацуси Сэо.
На стилистику игры оказали влияние фильмы Джеймса Вана, Уэса Крэйвена, Ридли Скотта — «Чужой» и «Прометей» и «Хостел» Элая Рота. В числе определяющих Крис Стоун назвал серии игр Silent Hill и Resident Evil, ужасы «Нечто», «Сквозь горизонт», французское и корейское кино. The Callisto Protocol ориентирована на выживание, а не на экшен. Некоторые враги были вдохновлены поведением Чужого из Alien: Isolation.
Марк Джеймс, технический директор Striking Distance Studios, сообщил, что The Callisto Protocol будут поддерживать год после выпуска и могут появиться загружаемые дополнения. В анонсированный сезонный пропуск будут входить дополнительный контент, новые режимы игры и сюжетное дополнение.
21 октября 2022 года игра «ушла на золото». Помимо обычного издания, было анонсировано коллекционное, куда входят игра, доступ к сюжетному дополнению (эксклюзивно для PlayStation), сезонный пропуск, скины для главного персонажа и оружия, стилбук, комикс The Callisto Protocol № 0, сувенирная продукция, а также фигурка с главным героем и монстром.
27 октября 2022 стало известно, что The Callisto Protocol не выйдет в Японии, потому что организация CERO отказалась присваивать возрастной рейтинг из-за чрезмерного насилия и жестокости.
20 января 2023 года в The Callisto Protocol появилась опция «Новая игра+», а 7 февраля был добавлен хардкорный режим. 14 марта 2023 года вышло платное дополнение Contagion, 23 мая — бандл Riot. Обновление 18 апреля 2023 года предоставило возможность пропустить катсцены. Дополнение Final Transmission анонсировано разработчиками в качестве последней главы сюжета и вышло 27 июня 2023 года. Глен Скофилд не подтвердил создание сиквела, но заметил, что сотрудники Striking Distance думают о том, что может быть дальше. Однако в сентябре 2023 года стало известно, что Скофилд покидает компанию. 19 ноября 2024 года вышло обновление, благодаря которому The Callisto Protocol получила поддержку PlayStation 5 Pro с разрешением 8К и частотой 30 кадров в секунду в режиме качества и 4К с 60 кадрами в секунду (производительность).

## Критика
| Сводный рейтинг       | Сводный рейтинг                        |
| Агрегатор             | Оценка                                 |
| --------------------- | -------------------------------------- |
| Metacritic            | 68/100 (PC) 69/100 (PS5) 70/100 (XBXS) |
| OpenCritic            | 67/100                                 |
| «Критиканство»        | 60/100                                 |
| Иноязычные издания    |                                        |
| Издание               | Оценка                                 |
| 4Players              | 9/10                                   |
| Destructoid           | 6/10                                   |
| Edge                  | 5/10                                   |
| EGM                   | [ 51 ]                                 |
| Game Informer         | 6/10                                   |
| GameSpot              | 5/10                                   |
| GamesRadar+           | [ 54 ]                                 |
| GameStar              | 74/100                                 |
| Hardcore Gamer        | 2,5/5                                  |
| IGN                   | 7/10                                   |
| Jeuxvideo.com         | 15/20                                  |
| NME                   | [ 59 ]                                 |
| PCGamesN              | 9/10                                   |
| PC Gamer (US)         | 79/100                                 |
| Push Square           | 7/10                                   |
| Shacknews             | 8/10                                   |
| The Daily Telegraph   | [ 64 ]                                 |
| The Guardian          | [ 65 ]                                 |
| VG247                 | [ 66 ]                                 |
| Video Games Chronicle | [ 67 ]                                 |
| Русскоязычные издания |                                        |
| Издание               | Оценка                                 |
| 3DNews                | 5/10                                   |
| GameMAG.ru            | 6/10                                   |
| PlayGround.ru         | 8/10                                   |
| Riot Pixels           | 69 %                                   |
| StopGame.ru           | «Проходняк»                            |
| «Игромания»           | [ 73 ]                                 |
| «Игры Mail.ru»        | 6/10                                   |
| «Канобу»              | 7/10                                   |

По данным сайта-агрегатора Metacritic, The Callisto Protocol получила «смешанные или средние» отзывы критиков. Оценка версии для PlayStation 5 составила 69/100 баллов. 
В нескольких публикациях отмечалось, что на момент выхода игры пользователи оказались разочарованы большим количеством технических ошибок и отсутствием оптимизации, в первую очередь затронувшими версию для ПК. Глен Скофилд заявил, что это произошло в результате «технической ошибки» команды разработчиков, «… из-за чьей-то спешки». В результате проблем с производительностью на старте игра получила «в основном негативные» отзывы пользователей в Steam. В феврале 2024 года был зафиксирован рост количества игроков в Steam на 220 % за 24 часа. 5 августа 2024 года Скофилд в интервью каналу Dan Allen Gaming на YouTube связал проблемы The Callisto Protocol с пандемией COVID-19, новой студией, интеллектуальной собственностью, игровым движком и переходом на консоли PlayStation 5 и Xbox Series. По его словам, Krafton изначально обещала выделить больше времени на разработку. В последний год перед выпуском руководство оказывало большое давление на коллектив. Здоровье Скофилда ухудшилось из-за стресса во время производства. Из игры вырезали 2 боссов и 3—4 типа противников. Планировалось продолжить сотрудничество с Джошем Дюамелем, хотя его герой, Джейкоб Ли, был мёртв, игрокам предстояло управлять другим персонажем, которого создатель планировал убить где-то в середине прохождения, после чего Скофилд хотел внезапно вернуть Джейкоба.
PCGamesN положительно оценил игру, подчеркнув, что она превосходно сочетает в себе ужас и экшен, но посчитал сюжет не особенно примечательным.
Многие критики отозвались об игре как о подражателе или последователе Dead Space. Обозреватель IGN пишет, что The Callisto Protocol слишком далеко отошла от принципов жанра survival horror, так как в большинстве случаев игра даёт игроку преимущество, например, силовую перчатку, которая оказалась настолько мощной, что нивелирует остальные разблокируемые улучшения другого оружия. Рецензент Gamespot посчитал, что игра чрезмерно вкладывается экшен-составляющую в ущерб ужаса, но похвалил отличный звуковой дизайн и кинематографическое качество моделей персонажей.
DSO Gaming включил The Callisto Protocol в список самых плохо оптимизированных игр 2022 года. По мнению журналиста Алексея Егорова из редакции сайта «Канобу», произведению Striking Distance Studios и Глену Скофилду повезло, что ремейк Dead Space выходит в январе 2023 года — иначе критика была бы разгромной. «Игромания» присудила The Callisto Protocol первое место в номинации «разочарование года». Дополнение Contagion, появившееся 14 марта 2023 года, также получило отрицательные отзывы. В начале августа 2023 года Krafton объявила о пересмотре приоритетов и увольнении 32 сотрудников Striking Distance Studios. Генеральный директор Krafton Чанхан Ким считает, что The Callisto Protocol не оправдала ожиданий, поскольку у игрового процесса не было преимущества перед конкурентами. Кроме того, южнокорейская компания впервые разрабатывала однопользовательский ААА-проект. Ким признал, что Krafton следовало контролировать бюджет, выделенный Striking Distance, проверять, насколько хорошо работает геймплей, а затем переходить к полноценному производству. На ранних этапах можно было сократить расходы и позволить больше экспериментов. Издатель извлёк урок из выпуска и при создании новой интеллектуальной собственности намерен отдавать приоритет креативности, даже если это будет в ущерб годовому росту.

### Продажи
The Callisto Protocol в первую неделю выхода занял семнадцатое место по продажам игр в США. В Великобритании игра стала шестой самой продаваемой игрой в первую неделю выхода. На этом фоне акции Krafton упали на 8,41 % — оценки игры оказались ниже, чем надеялись некоторые инвесторы, предположил Сэркан Тото, гендиректор токийской консалтинговой компании Kantan Games. К 11 декабря 2022 года продажи снизились на 69 %, и The Callisto Protocol выбыла из топ-10 в британском розничном чарте. К середине января 2023 года тираж не превысил 2 миллиона копий, в то время как издательство рассчитывало продать около 5 миллионов. Таким образом, игра не окупила бюджет примерно в 158 миллионов долларов — за три года Krafton потратила около 200 миллиардов вон.
В июле 2025 года руководитель американского отделения Krafton Блейк Хеннон сообщил, что в The Callisto Protocol сыграло 7,2 миллиона пользователей. Этот показатель складывается из продаж, а также подписки PlayStation Plus, Game Pass и бесплатной раздачи Epic Games Store.

### Награды
- Номинация на две награды на 21 церемонии Visual Effects Society Awards[101].
- Номинация за выдающиеся достижения в области художественного дизайна на 26 церемонии Annual D.I.C.E. Awards[102].